# Jakub Jaworowski
Jakub Krzysztof Jaworowski (ur. 26 września 1981 w Warszawie) – polski ekonomista i urzędnik państwowy, w latach 2014–2015 podsekretarz i sekretarz stanu w Kancelarii Prezesa Rady Ministrów, w latach 2024–2025 minister aktywów państwowych w trzecim rządzie Donalda Tuska.

## Życiorys
Syn profesora Krzysztofa Jaworowskiego. Absolwent studiów ekonomicznych w Szkole Głównej Handlowej w Warszawie (2006) oraz Polsko-Niemieckiego Forum Akademickiego, w ramach którego studiował finanse na Uniwersytecie Jana Gutenberga w Moguncji. W 2009 ukończył także studia historyczne na Wydziale Historycznym Uniwersytetu Warszawskiego. Odbył studia podyplomowe z systemów podatkowych w branży paliwowej. Uczestniczył w programie Chartered Financial Analyst.
Od 2006 pracował jako korespondent makroekonomiczny agencji prasowej Reuters w Warszawie, następnie w 2011 został ekonomistą w Banku BPH. W latach 2012–2014 zatrudniony jako analityk Departamencie Analiz Strategicznych Kancelarii Prezesa Rady Ministrów. W marcu 2014 powołany na stanowisko podsekretarza stanu w Kancelarii Prezesa Rady Ministrów. Został też sekretarzem Rady Gospodarczej przy premierze i jego pełnomocnikiem do spraw koordynacji oceny skutków regulacji. W styczniu 2015 awansowany do rangi sekretarza stanu. Zakończył pełnienie funkcji rządowych w listopadzie 2015. Od 2016 pracował jako konsultant i ekspert ds. polityki publicznej w Boston Consulting Group. Później był zatrudniony w McKinsey & Company i na dyrektorskim stanowisku w Tony Blair Institute for Global Change.
13 maja 2024 został powołany na urząd ministra aktywów państwowych w rządzie Donalda Tuska. Funkcję tę sprawował do 24 lipca 2025.